# Wolfgang Sacher
Wolfgang Sacher (ur. 31 grudnia 1966 w Penzbergu, Niemcy) – niemiecki niepełnosprawny kolarz. Mistrz paraolimpijski z Pekinu w 2008 roku.

## Medale Igrzysk Paraolimpijskich

### 2008
- – Kolarstwo – trial na czas – LC1
- – Kolarstwo – bieg pościgowy indywidualnie – LC1
- – Kolarstwo – trial na czas – 1 km – LC1